# صفرمراد ترکمن‌باشی
صفرمراد ترکمن‌باشی (به ترکمنی: Saparmyrat Türkmenbaşy، صاپارمراد تۆرکمنباشیٛ) شهری در شمال ترکمنستان است که در استان داش‌اغوز واقع شده است.
این شهر مرکز شهرستان صفرمراد ترکمن‌باشی است و از سال ۱۹۸۴ میلادی از شهرک به شهر ارتقا پیدا کرد. این شهر تا سال ۱۹۹۳ اوکتیابرسک نام داشت و پس از آن به افتخار صفرمراد نیازف به صفرمراد ترکمن‌باشی تغییر نام یافت.
این شهر دارای یک ایستگاه راه‌آهن است که ترمینال خط ریلی به ازبکستان در آن قرار دارد. این خط ریلی شهر داش‌اغوز در ترکمنستان را به شهر خوجایلی در ازبکستان متصل می‌کند.
جمعیت آن در سال ۱۹۸۹، ۶۷۷۰ نفر بوده است.